# لیوا خاچاطریان (سیاستمدار)
لیوا یوزیکی خاچاطریان (ارمنی: Լյովա Յուզիկի Խաչատրյան؛ زادهٔ ۲ مهٔ ۱۹۵۵) یک سیاستمدار اهل ارمنستان است که از تاریخ ۲۰۰۳ تا تاریخ ۲۰۰۷ سمت نمایندگی دوره سوم مجلس ملی جمهوری ارمنستان را برعهده داشت.

## زندگی‌نامه
در در ایروان به دنیا آمد و از دانشگاه ملی پلی‌تکنیک ارمنستان (۱۹۷۸) فارغ‌التحصیل شد. 